# Sportfreunde Stuttgart
Sportfreunde Stuttgart is een Duitse sportclub uit Stuttgart. De club is actief in onder andere voetbal, vuistbal, tennis, turnen en volleybal. Van 1908 tot 1948 speelde de club met enkele seizoenen onderbreking altijd op het hoogste niveau.

## Geschiedenis
Op 18 april 1874 werd in de herberg Zur Grünen Au de Turnverein Heslach opgericht. In juni 1889 werd de naam Turnverein Karlsvorstadt aangenomen. Op 20 juni 1896 werd ook FC Karlsvorstadt opgericht dat in 1900 fuseerde met FC Adler en FC Askania tot Stuttgarter Sportfreunde 1896. In 1908 speelde de club voor het eerst in de hoogste klasse van de Südkreisliga, een van de vier hoogste klassen van de Zuid-Duitse voetbalbond. De club eindigde in de middenmoot en degradeerde in 1913 uit de hoogste klasse.
Na de Eerste Wereldoorlog voerde de bond de Württembergse competitie in als hoogste klasse en de club werd derde. De club fuseerde met TV Karlsvorstadt tot Stuttgarter Turn- und Sportfreunde 1874. In 1921 ging de club in de nieuwe Württemberg-Badense competitie spelen, die eerst in vier reeksen bestond. De Sportfreunde wonnen hun reeks en versloegen in de Württembergse finale de Stuttgarter Kickers. Ook tegen de Badense kampioen Karlsruher FV kon de club winnen en plaatste zich zo voor de Zuid-Duitse eindronde. De club werd meteen uitgeschakeld door Borussia VfB Neunkirchen. De competitie werd na dit seizoen gehalveerd en er kwam en dat gebeurde ook nog het volgende seizoen. Omdat de Sportfreunde slechts vijfde werden degradeerde de club. Nadat de Deutsche Turnerschaft besloot dat turnclubs en balsportclubs gescheiden moesten worden nam de club de naam Stuttgarter Sportfreunde 1896 aan. In 1926 promoveerde de club terug en werd laatste. Doordat de Württembergse competitie heringevoerd werd bleef de club in de hoogste klasse. Een nieuwe degradatie volgde in 1929/30.
In 1933 kwam de NSDAP aan de macht en herstructureerde de competitie. In heel Duitsland werden competities samen gevoegd. Voor de clubs uit Württemberg veranderde er weinig, enkel dat er clubs uit Ulm bij kwamen. De Sportfreunde waren een van de weinige clubs uit het land die vanuit de tweede klasse naar de Gauliga mochten. Met een gedeelde derde plaats begon de club goed en na een kwakkelseizoen werden ze in 1935/36 zelfs vicekampioen achter de Kickers. Na een gedeelde tweede plaats en twee middenmootplaatsen werden ze opnieuw vicekampioen achter de Kickers in 1939/40. Na drie derde plaatsen werd de club laatste in 1943/44. Echter door het nakende einde van de Tweede Wereldoorlog werd de competitie verder opgesplitst zodat de club niet degradeerde. Een aantal teams had echter problemen om een volwaardig elftal op te stellen waardoor er tijdelijke fusies waren. De Sportfreunde speelden samen met de Kickers als KSG Kickers/Sportfreunde, maar het seizoen werd voortijdig afgebroken.
Na de oorlog werd de Oberliga Süd ingevoerd als nieuwe hoogste klasse. De Sportfreunde plaatsten zich hier niet voor, maar konden in 1947 werd promoveren, de club werd echter laatste en degradeerde. Tot 1954 speelde de club nog in de Amateurliga Württemberg (derde klasse), en keerde daar in de jaren zestig nog kort terug. Daarna zonk de club weg in de anonimiteit.

## Erelijst
Kampioen Württemberg-Baden
1922